# Taça Stanley Rous de 1986
A Taça Stanley Rous de 1986 foi a segunda edição da competição internacional de futebol também conhecida como Rous Cup, inicialmente estabelecida para continuar o jogo anual tradicional entre os rivais Inglaterra e Escócia após o fim do British Home Championship. 
A taça foi conquistada pela Inglaterra, que derrotou os vencedores do ano anterior Escócia por 2 a 1. Esta foi a última vez em que o competição foi disputada somente pelos dois países. De 1987 em diante, uma terceira equipe também foi convidado a participar.

## Detalhes da partida
| 23 de abril    | Inglaterra               | 2 – 1 | Escócia           | Estádio de Wembley, Londres                 |
| 19:45 (DST +1) | Butcher 27' · Hoddle 39' |       | 57' (pen) Souness | Público: 68 357 Árbitro: FRA Michel Vautrot |

| Inglaterra | Escócia |

| INGLATERRA:  |    |                                  |                               |     |
|              |    |                                  |                               |     |
| GL           | 1  | Peter Shilton (Southampton)      |                               |     |
| DF           | 2  | Gary Stevens (Everton)           |                               |     |
| DF           | 3  | Kenny Sansom (Arsenal)           |                               |     |
| MC           | 11 | Glenn Hoddle (Tottenham Hotspur) |                               |     |
| DF           | 4  | Dave Watson (Norwich City)       | Penalizado com cartão amarelo |     |
| DF           | 5  | Terry Butcher (Ipswich Town)     |                               |     |
| MC           | 6  | Ray Wilkins (Milan)              |                               | 46' |
| AT           | 8  | Trevor Francis (Sampdoria)       |                               |     |
| AT           | 9  | Mark Hateley (Milan)             |                               |     |
| MC           | 7  | Steve Hodge (Aston Villa)        |                               | 75' |
| MC           | 10 | Chris Waddle (Tottenham Hotspur) |                               |     |
| Reservas:    |    |                                  |                               |     |
| GL           | 0  | Chris Woods (Norwich City)       |                               |     |
| MC           | 0  | Peter Reid (Everton)             |                               | 46' |
| DF           | 0  | Gary Stevens (Tottenham Hotspur) |                               | 75' |
| MC           | 0  | Trevor Steven (Everton)          |                               |     |
| AT           | 0  | Kerry Dixon (Chelsea)            |                               |     |
| Treinador:   |    |                                  |                               |     |
| Bobby Robson |    |                                  |                               |     |

| ESCÓCIA:      |    |                                     |                               |     |
|               |    |                                     |                               |     |
| GL            | 1  | Alan Rough (Hibernian)              |                               |     |
| DF            | 3  | Richard Gough (Dundee United)       |                               |     |
| DF            | 5  | Maurice Malpas (Dundee United)      |                               |     |
| MC            | 10 | Graeme Souness (Sampdoria)          |                               |     |
| DF            | 4  | Alex McLeish (Aberdeen)             |                               |     |
| MC            | 6  | Willie Miller (Aberdeen)            |                               |     |
| DF            | 2  | Steve Nicol (Liverpool)             |                               |     |
| AT            | 7  | David Speedie (Chelsea)             |                               |     |
| MC            | 9  | Charlie Nicholas (Arsenal)          | Penalizado com cartão amarelo | 58' |
| AT            | 8  | Roy Aitken (Celtic)                 |                               |     |
| MC            | 11 | Eamonn Bannon (Dundee United)       |                               |     |
| Reservas:     |    |                                     |                               |     |
| GL            | 0  | Andy Goram (Oldham Athletic)        |                               |     |
| DF            | 0  | David Narey (Dundee United)         |                               |     |
| DF            | 0  | Arthur Albiston (Manchester United) |                               |     |
| MC            | 0  | Paul McStay (Celtic)                |                               |     |
| MC            | 0  | Pat Nevin (Chelsea)                 |                               | 58' |
| MC            | 0  | Jim Bett (Aberdeen)                 |                               |     |
| Treinador:    |    |                                     |                               |     |
| Alex Ferguson |    |                                     |                               |     |

| Regras: - 90 minutos de jogo - Se permanecer o empate, disputa de pênaltis - Permitido até cinco substituições para cada lado. |

## Premiações
| Taça Stanley Rous de 1986           |
| ----------------------------------- |
| Inglaterra Campeã (Primeiro título) |